# شینجی تسوجیو
شینجی تسوجیو (انگلیسی: Shinji Tsujio؛ زادهٔ ۲۳ دسامبر ۱۹۸۵) بازیکن فوتبال اهل ژاپن است.
از باشگاه‌هایی که در آن بازی کرده‌است می‌توان به باشگاه فوتبال شیمیزو اس-پالس و باشگاه فوتبال سانفریس هیروشیما اشاره کرد.